# Corps médical des États confédérés
Le corps médical des États confédérés, ou département médical des États confédéré est un commandement de l'armée confédérée dépendant du département de la Guerre des États confédérés qui est responsable des détails administratifs du département, de la gouvernance des hôpitaux, de la réglementation des services des médecins hygiénistes, de la délivrance des ordonnances et des instructions relatives à leurs obligations professionnelles et de l'emploi de médecins par intérim en cas de besoin.

## Historique
Le corps médical des États confédérés est créé par le Congrès provisoire des États confédérés à Montgomery en Alabama le 26 février 1861, lors de la première session. Il  comprend un chirurgien général , quatre chirurgiens et six chirurgiens-adjoints(p22). Le premier chirurgien-général est David C. De Leon puis Charles H. Smith occupe le poste temporairement(p350).
Le poste de chirurgien-général échoit à Samuel Preston Moore qui occupera ce poste tout au long de la guerre de Sécession. Il organise le département médical sur le modèle de celui de l'armée des États-Unis. Le département comprend des stewards d'hôpital et des magasiniers, fonctions qui sont créées par une loi du Congrès provisoire des États confédérés du 16 mai 1861(p22). 
Sur nomination par le chirurgien-général, le chef-chirurgien de division est déchargé des responsabilités régimentaires. Le chirurgien supérieur de brigade commande une brigade et n'est pas déchargé des responsabilités régimentaires. Les directeurs médicaux, les chefs-chirurgiens de division et les chirurgiens supérieurs de brigade inspectent notamment les hôpitaux de leur commandement pour en vérifier le fonctionnement.
Trois chirurgiens et vingt-et-un chirurgiens-adjoints quittent l'armée des États-Unis pour rejoindre le corps médical(p350).
Moore standardise et professionnalise le corps médical, créant des conseils médicaux de l'armée qui évaluent l'état d'aptitude des chirurgiens pour  le service. Il lance la construction d'hôpitaux militaires qui permettront au corps d'être prêt pour les campagnes de 1862(p19). Alors que lors de la première bataille de Bull Run ont été laissés sur le champ de bataille, lors de la bataille de Williamsburg, le corps médical parvient à évacuer les blessés(p19-20).
Moore doit être exigeant pour maintenir un département de fortune pour les armées qui s'affaiblit de plus en plus alors que la guerre continue. La Confédération ouvre environ 150 hôpitaux généraux de l'armée, mais ce chiffre est décevant. Les installations sont pour la plupart petites. Un tiers des hôpitaux se trouvent à Richmond, y compris le camp Chimhorazo contenant 8 000 lits(p181). Les pénuries de toutes sortes affectent le département médical : manque de lits d'hôpitaux, de médicaments, d'instruments chirurgicaux, de main-d’œuvre hospitalière, de mules, de chariots(p208).
Les archives du département sont détruites lors de l'incendie de Richmond à la fin de la guerre(p23).

## Commandants

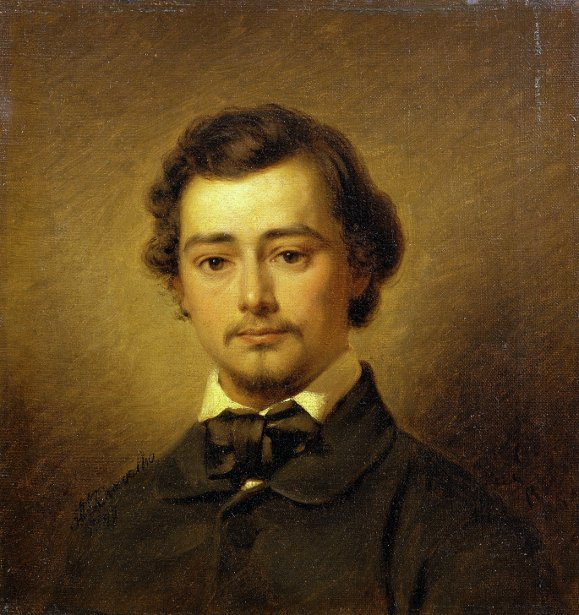
David C. De Leon CSA
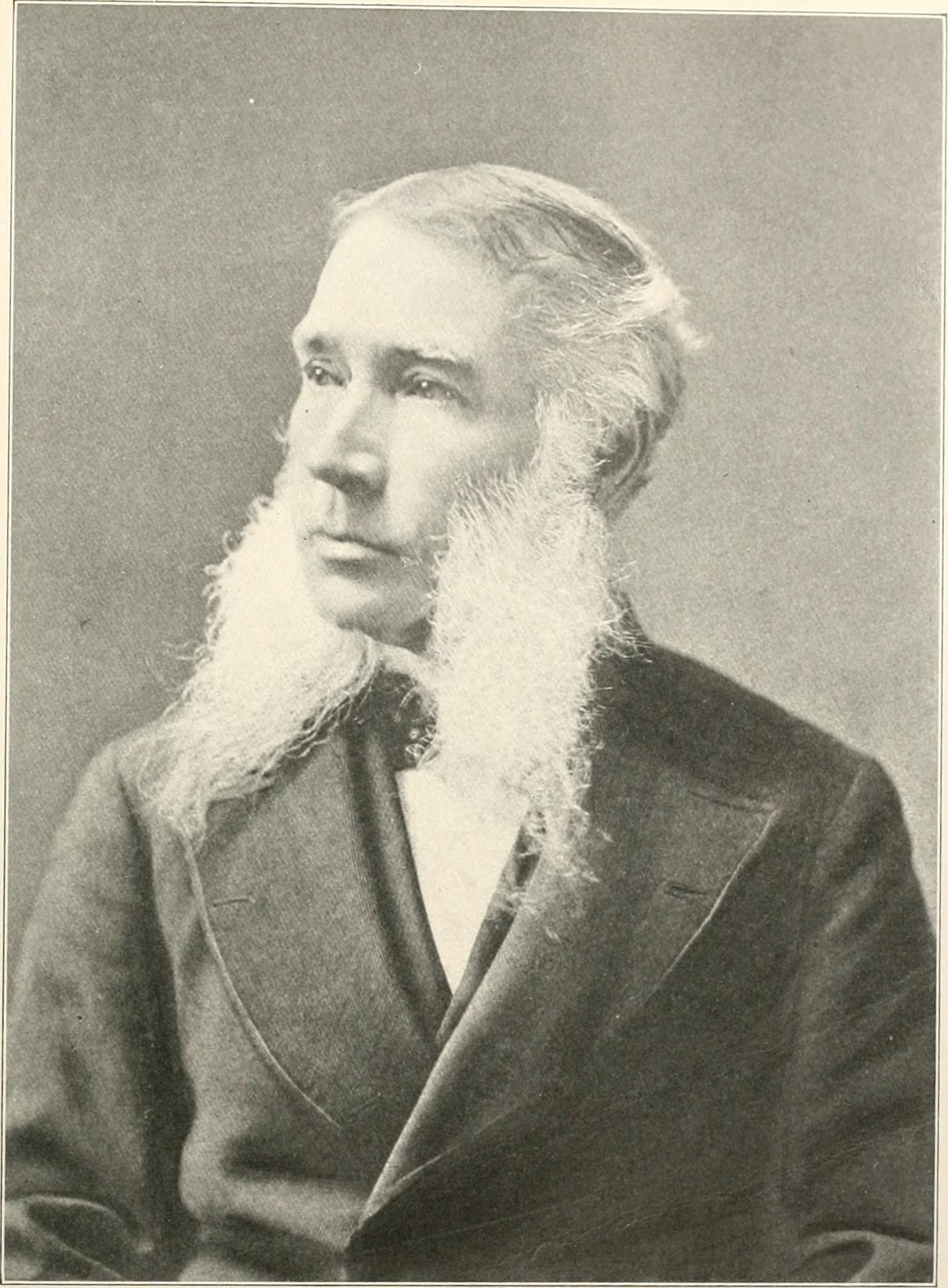
Samuel P. Moore CSA

- David C. De Leon (en) : 26 février 1861[2](p350) – 12 juillet 1861[7](p84)
- Charles H. Smith : dates inconnues[2](p350)
- Colonel Samuel P. Moore : 16 mai 1861[1](p22) ou 30 juillet 1861[7](p292) – 1865

## Effectifs
Le nombre de chirurgiens de l'armée des États-confédérés est estimé à 73 et celui des chirurgiens-adjoints à 1 668. Par ailleurs, 73 officiers médicaux ont servi dans la marine confédérés(p23). Au cours de la guerre, on estime que 3 000 chirurgiens confédérés ont soigné 3 millions de patients blessés ou malades(p181).

## Analyses
Le département médical des États confédérés est jugé a posteriori comme l'une des structures les plus efficaces de la Confédération(p22).